# Лёйе, Жан-Батист (Гентский)
Жан-Бати́ст Лёйе́ (фр. Jean-Baptiste Lœillet), прозванный Лёйе́ Ге́нтским (фр. Lœillet de Gand; 6 июля 1688 года, Гент, Испанские Нидерланды — около 1720, Лион, Королевство Франция) — французский композитор нидерландского происхождения.

## Биография
Двоюродный брат композитора Жана-Батиста Лёйе, прозванного «Лондонским» (известен также как Джон Лойе), для отличия от которого получил прозвище «Гентский», и брат композитора Жака Лёйе.
Бо́льшую часть жизни провёл во Франции, будучи на службе архиепископа Лионского. Автор трёх сборников по 12 сонат в каждой для блокфлейты и генерал-баса (Амстердам, около 1710, 1714, 1716) в стиле Корелли, а также двух сборников по 6 сонат в каждой для  флейты и гобоя без генерал-баса (1717). 

## Память
Астероид (13011) Лёйе назван в честь него и его двоюродного брата-тёзки.